# Cristina Teuscher
Cristina Teuscher   (Bronx, 12 de març de 1978) és una nedadora estatunidenca, ja retirada, especialista en estil lliure i estils, que va competir durant les dècades de 1990 i 2000.
El 1996 va prendre part en els Jocs Olímpics d'Estiu d'Atlanta on va disputar tres proves del programa de natació. Fent equip amb Trina Jackson, Sheila Taormina i Jenny Thompson guanyà la medalla d'or en els 4x200 metres lliures, mentre en els 200 metres lliures fou sisena i en els 400 metres lliures vuitena. Quatre anys més tard, als Jocs de Sydney, guanyà la medalla de bronze en els 200 metres estils del programa de natació.
En el seu palmarès també destaquen una medalla d'or i dues de plata i una de bronze al Campionat del Món de natació de 1994, 1998 i 2001; dues d'or, dues de plata i una de bronze als Campionats de Natació Pan Pacific de 1995 i 1999 i tres d'or i una de plata als Jocs Panamericans de 1995.
Estudià a la Universitat de Colúmbia i guanyà diversos campionats nacionals de l'NCAA i va establir 17 rècords per equips. El 1998 va rebre el Premi Esports Honda de Natació, que la va reconèixer com la nedadora més destacada de l'any. Un cop retirada exercí d'entrenadora.